# EmPower

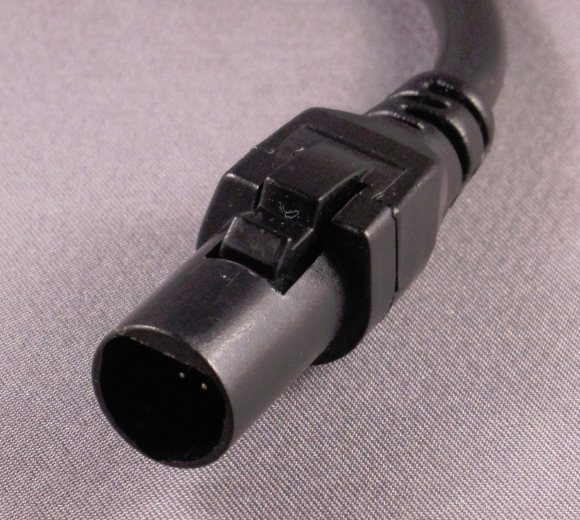
プラグ

EmPower（えんぱわー）は、最近の旅客機に搭載された乗客席用の航空機内直流電源（DC）の世界標準規格。
出力はDC10-15ボルトで、円形コネクタの中央に2本の接続端子がある。

## 概要
航空機内DC電源の世界標準規格として専用のコネクタやコンバータを接続すると、PSPなどの小型ゲーム機やノートパソコンの電源として使用できる。ただし、あまり負荷の高い機器を接続すると通電されなくなることがある。
飛行機の肘パネル部分などに設置されていることが多い。
日本では知名度が低く、例えば日本航空国際線では「航空機用シガーライタープラグ」、また「飛行機内用アダプタープラグ」など各社が異なる名称を使用する。
一部の航空会社や路線では、家庭用コンセント（AC110Vなど）やUSB給電に
も対応している。